# Stanisław Góra
Stanisław Góra (* 4. září 1962, Jelení Hora) je římskokatolický duchovní, kanovník sv. Prokopa, člen Kolegiátní kapituly Nanebevzetí Panny Marie na hradě Karlštejně, okrskový vikář III. pražského vikariátu, farář ve farnosti u kostela Panny Marie Královny míru v Praze-Lhotce a administrátor farnosti pro neslyšící.

## Životopis

### Mládí, vzdělání
Stanisław Góra se narodil v roce 1962 v polském městě Jelení Hora. Vystudoval teologii v Katovicích a 13. května 1989 byl vysvěcen na kněze.

### Kněžské působení
Nejdříve působil 3 roky jako kaplan v Polsku, od roku 1992 své kněžské povolání vykonává v České republice. Pracoval ve farnosti u kostela sv. Jakuba Staršího Praha-Stodůlky, ve farnosti Dobříš a ve farnosti u kostelů sv. Mikuláše a sv. Václava Praha-Vršovice. V letech 2013–2018 vykonával funkci prezidenta Arcidiecézní charity Praha. V letech 2016–2018 byl také biskupským vikářem pro diakonii Střední Čechy a prezidentem organizace Likvidace lepry.
12. listopadu 2006 byl P. Stanisław Góra jmenován kanovníkem Kolegiátní kapituly Nanebevzetí Panny Marie na hradě Karlštejně. Od července 2018 byl ustanoven farářem farnosti u kostela sv. Remigia Praha-Čakovice a od srpna 2018 také administrátorem farnosti u kostela Povýšení sv. Kříže Praha-Vinoř. Od července 2022 je farářem u kostela Panny Marie Královny míru v Praze-Lhotce. Je rovněž administrátorem první farnosti pro neslyšící v postkomunistických státech.

### Zájmy, záliby
Mezi zájmy a záliby P. Stanisława Góry patří cestování, četba a jízda na kole.